# Hvammstangi

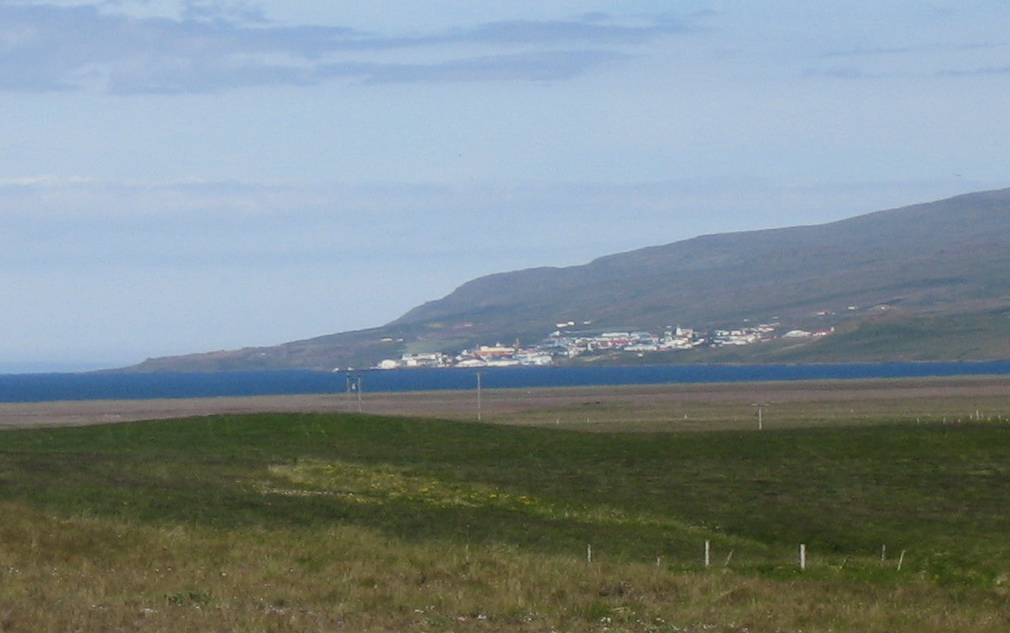
Hvammstangi

Hvammstangi je rybářská vesnice v obci Húnaþing vestra na severozápadě Islandu. Žije zde 578 obyvatel.

## Zeměpis
Vesnice leží na poloostrově Vatnsnes, na východním pobřeží fjordu Miðfjörður v části zálivu Húnaflói. Vzdálenost od hlavního města Reykjavíku je 197 kilometrů. Hvammstangi je asi pět kilometrů severně od okružní silnice (Hringvegur).
Asi 25 km severně se nachází zátoka Hindisvík s velkou kolonií tuleňů. Mezi Hvammstangi a městem Blönduós je jezero Hóp, jedno z největších jezer Islandu.
Sedm kilometrů severně se nachází maják Skarð (islandsky:Skarðsviti) postavený v roce 1951.

## Historie
V roce 1856 vesnice obdržela povolení k obchodování. V roce 1900 zde byl postaven první obchod. Hlavní obživou byl lov krevet a hranáče šedého. V roce 1998 vznikla Húnaþing vestra sloučením sedmi vesnic, včetně Hvammstangi. Ve vesnici dochází k úbytku obyvatel. Hlavním odvětvím je turismus a částečně lov krevet. Je zde největší textilní továrna na Islandu.

## Kultura
- Ve vesnici se nachází Islandské tulení centrum (Selasetur Íslands, anglicky Icelandic Seal Centre), které bylo otevřené 25. června 2006. Centrum je výzkumné a výstavní středisko, poskytuje informace o životě tuleňů na Islandu. Zároveň slouží jako turistické centrum pro Húnaþing vestra.[4][5]
- Muzeum obchodu Bardúsa s expozicí každodenního života a obchodování obyvatel vesnice. V muzeu je starý obchod S. Davíðsson Merchant’s Shop, který byl v provozu na počátku 20. století. [6]
- Kostel pro 160 věřících z roku 1957 od architekta Guðjóna Samúelssona.
- V blízkosti Hvammstangi v Kirkjuhvammi je historický kostel z roku 1882, který je chráněn a pod dohledem Národního muzea Islandu.

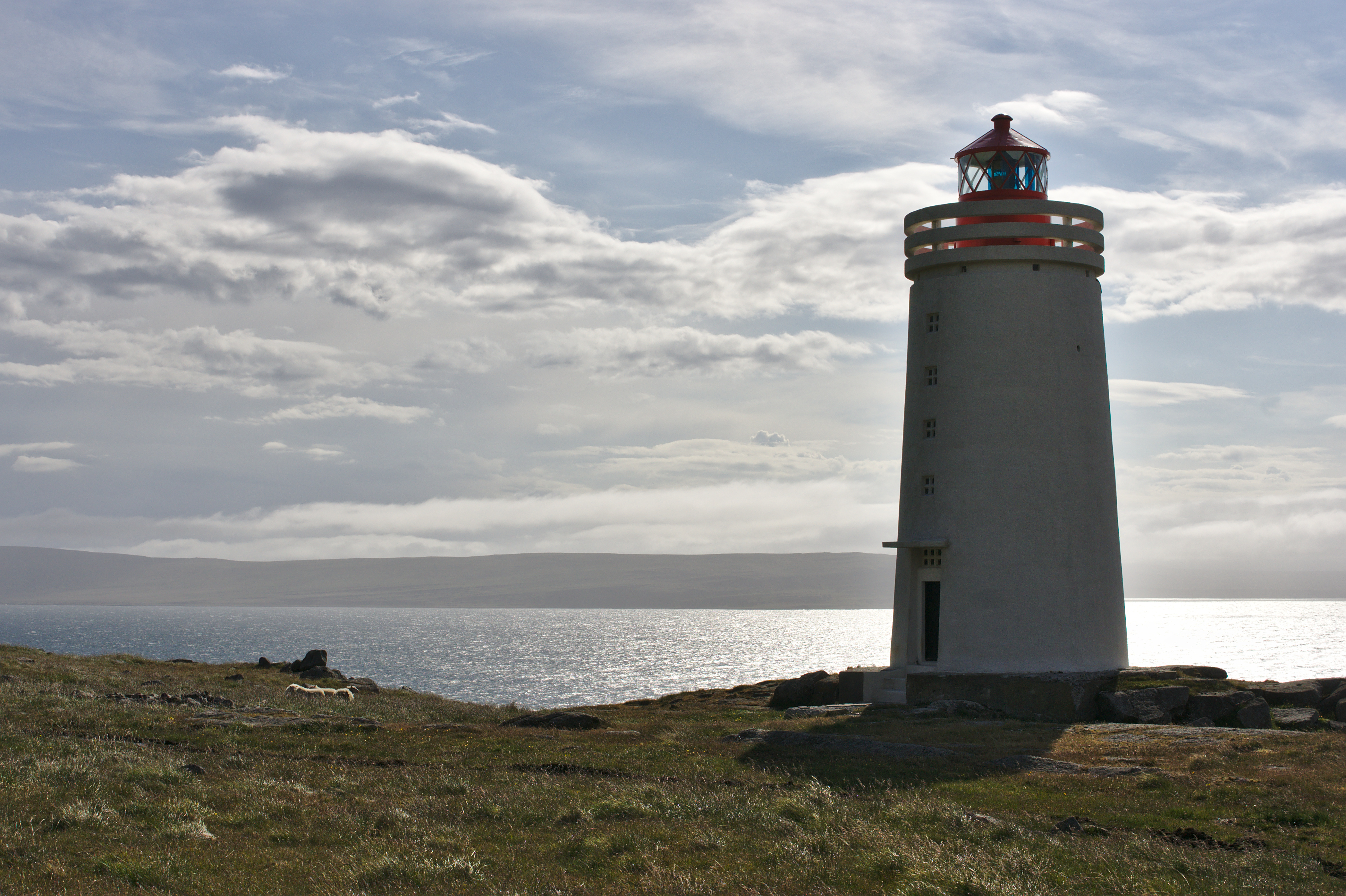
Maják Skarð
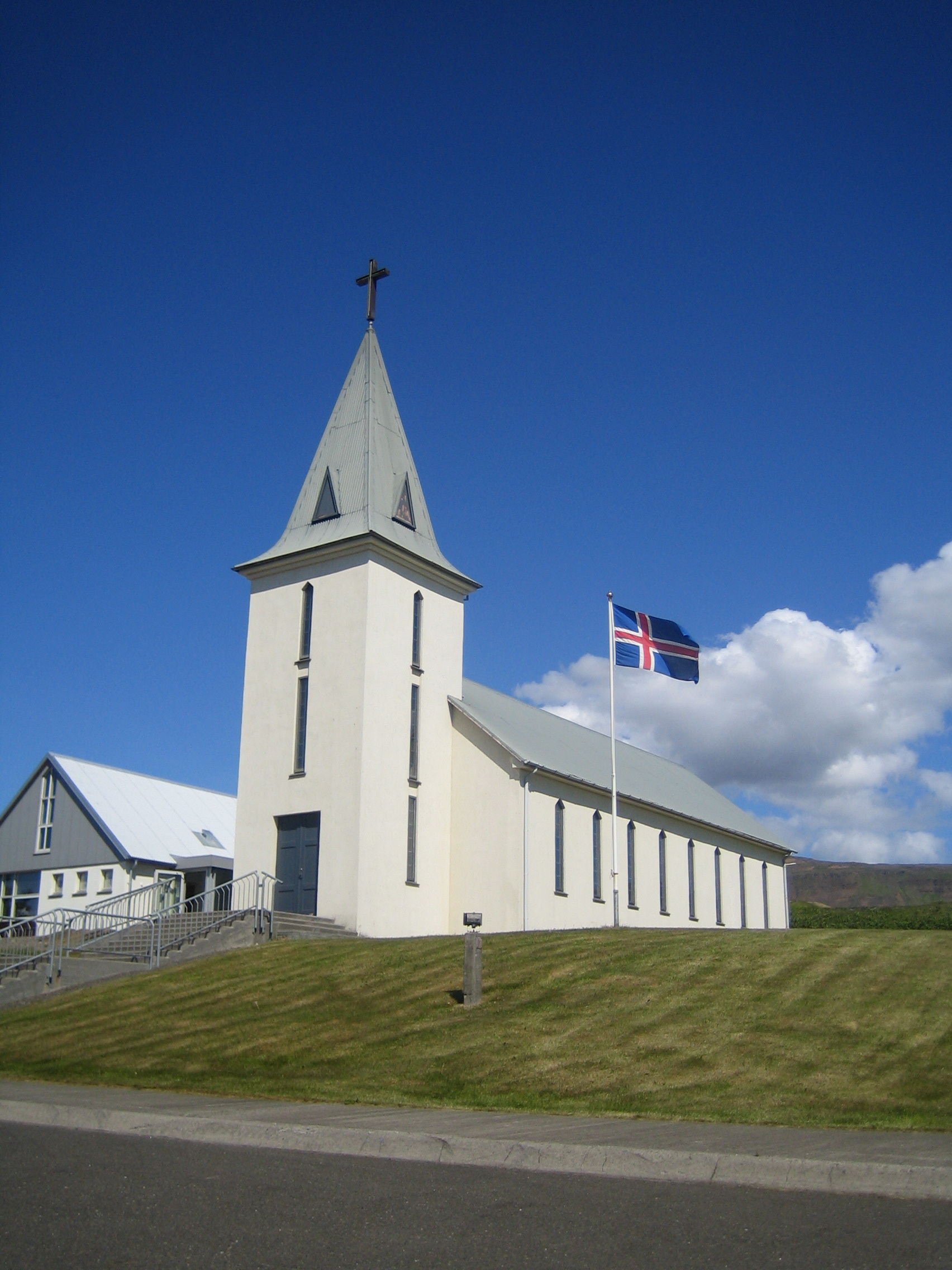
Kostel z roku 1957